# Oja Kodar
Oja Kodar (Zagreb, 1941.), hrvatska glumica, scenaristica, redateljica i kiparica, najpoznatija kao ljubavnica, muza i suradnica Orsona Wellsa.
Rođena je kao Olga Palinkaš u Zagrebu u obitelji oca Mađara i majke Hrvatice. Wellsa je upoznala 1961. godine u Zagrebu na snimanju prizora za njegov film Proces. Tada 46-godišnji Welles, u to vrijeme u braku sa svojom trećom ženom, talijanskom glumicom Paolom Mori, zagledao se u "tamnu, prekrasnu, egzotičnu" Palinkaš.

O Kodar je Wellesova kći Christopher Welles Feder u svojoj knjizi U sjeni mog oca: kćerkino sjećanje na Orsona Wellesa napisala:
»Od svih žena s kojima je bio moj otac je najviše volio Oju. Ona je bila njegova Europa, prekrasna, kreativna i inteligentna žena koja je najbolje razumjela njegov rad i pružala mu intelektualni poticaj. Morala je biti posebno inteligentna kad je uspjela privući mog oca.«
Zajedno s Wellesom glumila je u međunarodno priznatom hrvatskom biografskom filmu Tajna Nikole Tesle. Režirala je i napisala scenarij za hrvatsku ratnu dramu Vrijeme za..., snimljenu i radnjom smještenu u Domovinskom ratu. Zajedno s Wellesom napisala je scenarij američkog političkog trilera Velika arena.